# Абдул Разак бин Хусейн
Абдул Разак бин Хусейн (малайск. Tun Abdul Razak bin Haji Dato' Hussein, 11 марта 1922 — 14 января 1976) — политический и государственный деятель, второй премьер-министр Малайзии.

## Биография
Образование получил в Англии. В 1950 возглавил молодёжную организацию ОМНО (UMNO). В 1951 стал вице-президентом ОМНО. После провозглашения независимости занимал различные посты в правительстве, в том числе пост заместителя премьер-министра и министра обороны. Главный разработчик программы сельского развития страны. С 1969 по 1971 возглавлял Национальный оперативный совет Малайзии.
С 1970 по 1976 год премьер-министр Малайзии, министр иностранных дел и обороны. Одновременно возглавлял правящую партию — Объединённую малайскую национальную организацию. Организатор коалиции Национальный фронт, инициатор разработки национальной идеологии «Рукунегара», национальной политики образования и новой экономической политики, ставившей целью повышение экономической роли коренных национальностей (политика малаизации). С 29 сентября по 5 октября 1972 г посетил Советский Союз с официальным визитом.
Умер от лейкемии.
Его сын Наджиб Тун Разак с апреля 2009 по май 2018 года являлся премьер-министром Малайзии.28 июля 2020 года он был признан виновным по семи пунктам обвинения: злоупотребление властью, три эпизода злоупотребления доверием и три эпизода отмывания денег.

## Память
В Куала-Лумпуре открыт мемориальный музей. В 1977, 1991 и 2007 годах выпускались марки с его портретом.